# ماریام استپانیان
ماریام استپانیان (ارمنی: Մարիամ Ստեփանյան؛ زادهٔ ۲۲ سپتامبر ۱۹۸۹) بازیکن فوتبال در پست اهل ارمنستان است.

## باشگاهی
از باشگاه‌هایی که در آن بازی کرده‌است می‌توان به  اشاره کرد.

## تیم ملی
وی همچنین در تیم ملی فوتبال زنان ارمنستان بازی کرده‌است. استپانیان نخستین بازی ملی خود در چهارچوب مقدماتی جام جهانی فوتبال زنان ۲۰۱۱ در تاریخ ۱۹ سپتامبر ۲۰۰۹ در ایروان در مقابل فنلاند انجام داده‌است.

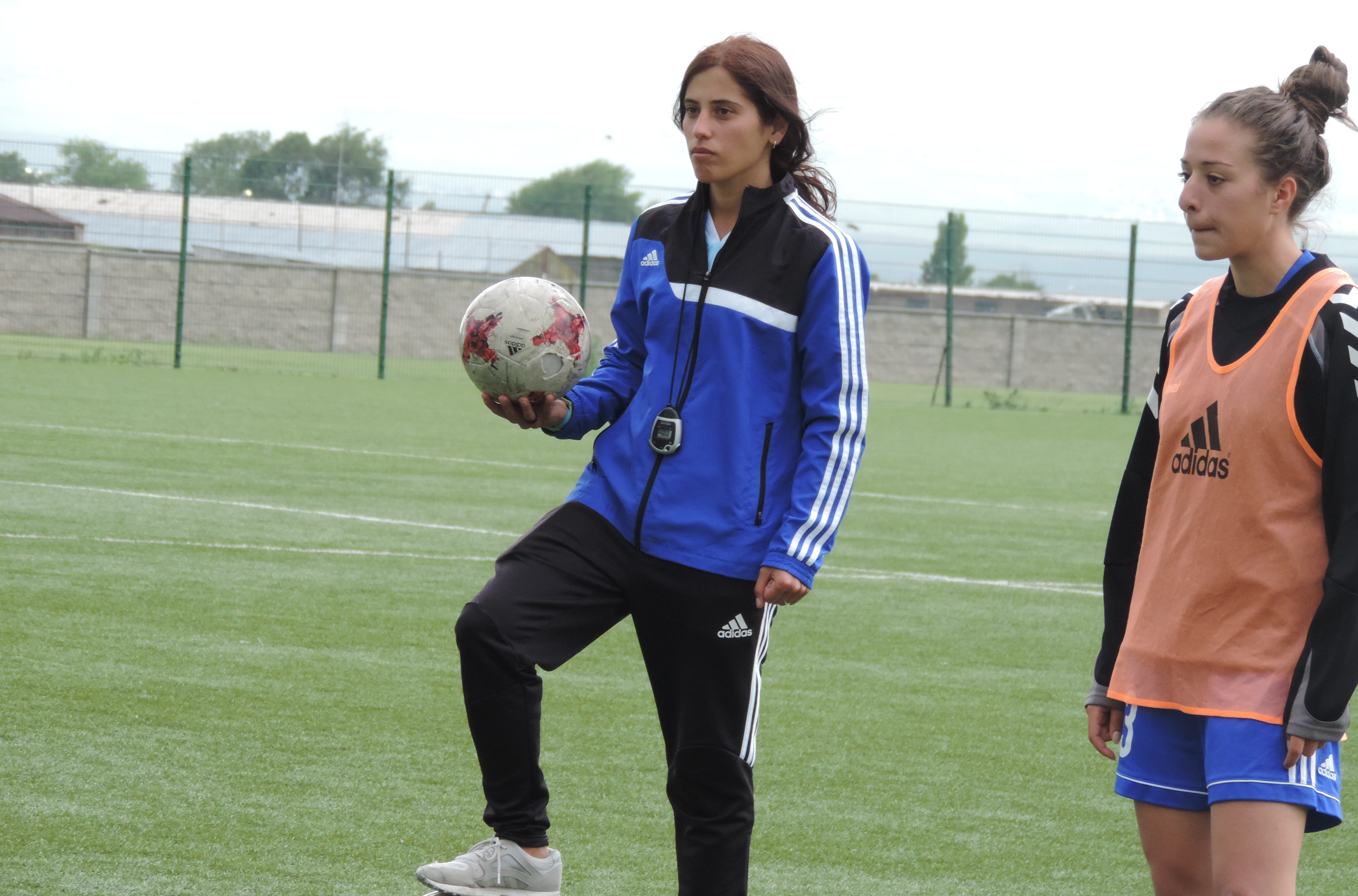
ماریام در حین یک جلسه تمرینی همراه با L.H. در ۲۰۱۷

## دستاوردهای فوتبال

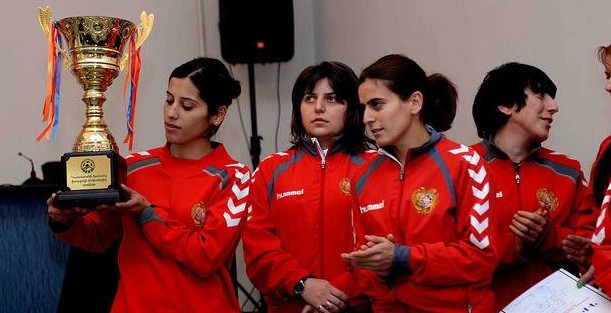
ماریام به عنوان کاپیتان تیم FC G.M. posing with the Cup Armenian Women's t tournament پس از فصل 2014–2015.

- ۲۰۰۷ – مقام اول، کریستیانسن، در نروژ
- ۲۰۰۷ – مقام سوم، Norway Cup, در اسلو
- ۲۰۰۹ – مقام اول، باشگاه فوتبال اورارتو در ارمنستان
- ۲۰۰۸ – مقام اول، تورنمنت دوستانه، مقدونیه شمالی
- ۲۰۱۱ – مقام اول، مرحله پیش‌انتخابی اروپا، گروه ۲ مالت
- ۲۰۱۴–۲۰۱۵ – مقام اول، FC Yerevan-G.M. تورنمنت پاییزی زنان ارمنستان ارمنستان
- ۲۰۱۴–۲۰۱۵ – ماریام استپانیان (Yerevan-G.M.) – بهترین مدافع در تورنمنت پاییزی زنان ارمنستان.

مرحله مقدماتی جام جهانی فوتبال زنان ۲۰۱۱

## دستاوردها به عنوان مربی
- ۲۰۱۶–۲۰۱۷ - مقام اول، قهرمان مسابقات قهرمانی گروه A ارمنستان ارمنستان
- ۲۰۱۷–۲۰۱۸ - مقام اول، قهرمان مسابقات قهرمانی گروه A ارمنستان ارمنستان
- ۲۰۱۸–۲۰۱۹ - Yerevan L.H team awarded with gold medals and cup ارمنستان
- ۲۰۱۹–۲۰۲۰ - مقام اول، قهرمان مسابقات قهرمانی گروه A ارمنستان ارمنستان

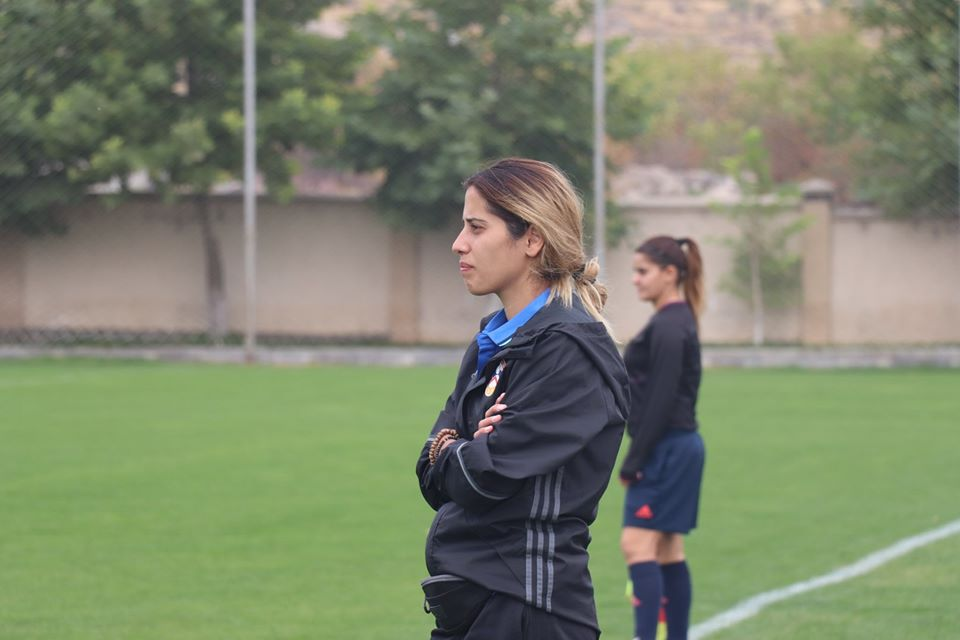

## لیگ قهرمانی
| رویداد                                          | مرحله                      | تاریخ       | ورزشگاه      | حریف                             | نتیجه | گل زده |
| ----------------------------------------------- | -------------------------- | ----------- | ------------ | -------------------------------- | ----- | ------ |
| 2019–20 UEFA Women's Champions League - Group ۹ | Qualifying round - Group 9 | ۷ اوت ۲۰۱۹  | هلند, انسخده | Twente                           |       |        |
| 2019–20 UEFA Women's Champions League - Group ۹ | Qualifying round - Group 9 | ۱۰ اوت ۲۰۱۹ | هلند, انسخده | Górnik Łęczna                    |       |        |
| 2019–20 UEFA Women's Champions League - Group ۹ | Qualifying round - Group 9 | ۱۳ اوت ۲۰۱۹ | هلند, انسخده | Beşiktaş J.K. (women's football) |       |        |